# Stradunia (řeka)
Stradunia (česky Stradúnka, nebo Straduna, německy Straduna nebo Strade Bach) je řeka v jihozápadním Polsku o délce cca 28 km. Je levostranným přítokem Odry a teče přes Opolské vojvodství. Pramen řeky se nachází poblíž vsi Lwowiany v powiatu Głubczyckém v Přírodním parku Hlubčický les.
Řeka Stradunia protéká přes powiaty Głubczycký, Prudnícký, Kandřín-Kozlí a Krapkowický. Kolem řeky jsou např. vsi Kazimierz, Wróblin, Zwiastowice, Twardawa, Walce, Mechnica, Stradunia. Ve vsi Zwiastowice protéká pod státní silnicí č. 40 a ve vsi Stradunia státní silnicí č. 45.